# Villalba (Porto Rico)
Villalba è una città di Porto Rico situata nell'entroterra meridionale dell'isola. L'area comunale confina a nord con Orocovis, a est con Coamo e a sud e a ovest con Juana Díaz. Il comune, che fu fondato nel 1917, oggi conta una popolazione di quasi 25 000 abitanti ed è suddiviso in 7 circoscrizioni (barrios).